# Richard Bellis
Richard Roe Bellis (* 3. April 1946 in Pasadena, Kalifornien) ist ein US-amerikanischer Komponist und ehemaliger Kinderdarsteller. 

## Biografie
Richard Roe Bellis debütierte im Alter von fünf Jahren als Jungdarsteller in dem Kriegsdrama Jagdstaffel z. b. V. Er spielte sieben Jahre lang unterschiedliche Rollen, bevor er sich, nach einem letzten Auftritt in der Fernsehserie Batman, mit zwölf Jahren aus der Schauspielerei zurückzog und fortan auf die Musik konzentrierte. Kurz nach seinem Schulabschluss wurde Bellis Musikdirektor der Musicalversion der bekannten Fernsehserie Shindig!, mit der er auf Tour durchs Land ging. Anschließend tat er sich mit dem Popsänger Johnny Mathis zusammen und arbeitete über zehn Jahre lang in Las Vegas. 1976 zog er nach Los Angeles und konzentrierte sich fortan auf die Filmkomposition. So komponierte er seitdem die Musik für Filme wie Stephen Kings Es, Halloween Twins, jetzt hexen sie doppelt und Abenteuer auf der Wildwasser-Ranch. Für seine Arbeit an Stephen Kings Es erhielt er 1991 einen Emmy. 1992 und 1994 folgte je eine Nominierung für diesen Preis.
Seit dem 10. März 1980 ist Bellis mit der Musikerin Gloria Kaye verheiratet.

## Filmografie (Auswahl)

### Schauspiel
- 1953: Jagdstaffel z.b.V. [Sabre Jet]
- 1954: Formicula (Them!)
- 1957: Schußbereit (Shoot-Out at Medicine Bend)
- 1961: Meine drei Söhne (My Three Sons, Fernsehserie, eine Folge)
- 1966: Batman (Fernsehserie, eine Folge)

### Komposition
- 1977: Hände weg von meinem Kind (Black Market Baby) (Fernsehfilm)
- 1979: A Shining Season
- 1981: Das zweite Opfer (The Other Victim)
- 1986: Sno-Line
- 1988: Dead and White (Shattered Innocence)
- 1988: Liebe ist mein Geschäft (Addicted to His Love)
- 1990: Stephen Kings Es (Stephen King’s It)
- 1991: Das Haus der lebenden Toten (The Haunted)
- 1991: Der Drogen Cop (Doublecrossed)
- 1991: Die Rache einer Mutter (A Mother's Justice)
- 1992: Fluch der Dunkelheit (Blind Man's Bluff)
- 1992: Kidnapping der Nervensägen (To Grandmother’s House We Go)
- 1993: Halloween Twins, jetzt hexen sie doppelt (Double, Double, Toil and Trouble)
- 1993: Herz in Fesseln (Without a Kiss Goodbye)
- 1993: Mutter, laß mich nicht allein (No Child of Mine)
- 1994: Abenteuer auf der Wildwasser-Ranch (How the West Was Fun)
- 1994: Star Trek: Deep Space Nine (Fernsehserie, eine Folge)
- 1994: Tödliche Fantasien (The Spider and the Fly)
- 1995: Money Kills (Where's the Money, Noreen?)
- 1995: Mörderische Gier (The Sister-in-Law)
- 1997: Schleier der Unschuld (Seduction in a Small Town)
- 1997: Sprung ins Ungewisse (Breaking the Surface: The Greg Louganis Story)
- 1997: Suche nach der Vergangenheit (Out of Nowhere)
- 1999: Patty Duke – Lebendiger denn je (The Patty Duke Show: Still Rockin' in Brooklyn Heights)
- 1999: Schatten des Ruhms – Die Michael-Landon-Story (Michael Landon, the Father I Knew)
- 1999: Zauber einer Winternacht (One Special Night)
- 2001: Ein Schuss unter Freunden (Above & Beyond)
- 2001: Im Schatten der Geister (Spirit)
- 2001: Mord unter Narkose (Malpractice)

## Werke
- 2007: The Emerging Film Composer: An Introduction to the People, Problems and Psychology of the Film Music Business, ISBN 978-0615136233